# Айгіші
Айгіші́ (рос. Айгиши, чув. Айкăш) — присілок у складі Вурнарського району Чувашії, Росія. Входить до складу Алгазінського сільського поселення.
Населення — 231 особа (2010; 271 у 2002).
Національний склад:
- чуваші — 98 %